# Herman Suselbeek
Herman Suselbeek, né le 27 novembre 1943 à Silvolde, est un rameur d'aviron néerlandais.

## Carrière
Herman Suselbeek participe aux Jeux olympiques d'été de 1968 à Mexico et remporte la médaille d'argent en deux barré avec ses coéquipiers Hadriaan van Nes et Roderick Rijnders.